# Cathédrale Notre-Dame-de-l'Assomption de Manga
Cette  cathédrale n’est pas la seule cathédrale Notre-Dame-de-l'Assomption.
La cathédrale Notre-Dame-de-l'Assomption de Manga est la cathédrale du diocèse de Manga au Burkina Faso.

## Historique
La paroisse liée au siège épiscopal est créée en 1919. La cathédrale Notre-Dame-de-l'Assomption, cathédrale du diocèse, est érigée en 1958. 
La cathédrale célèbre son jubilé d'or en 2008. Elle comporte une « porte de la Miséricorde » en 2015-2016, dans le cadre du Jubilé de la Miséricorde.
La messe y est célébrée une fois par jour en semaine, et trois fois par dimanche.